# Michel Pêcheux
Michel Pêcheux (1938-1983) fue un psicólogo y filósofo marxista francés, discípulo de Louis Althusser, dedicado a la teoría de la Ideología y el análisis del discurso.
Estudió filosofía en la Escuela Normal Superior de París entre 1959 y 1963. En 1966 ingresó al Departamento de Psicología del Centre National de la Recherche Scientifique (CNRS), en que fue, años más tarde, director de investigaciones. Pêcheux analiza el lenguaje desde una perspectiva materialista. Siguió los lineamientos de Althusser y Jacques Lacan y el intento de estos de integrar el marxismo con el psicoanálisis. Su obra influyó en pensadores contemporáneos como Slavoj Žižek y Eliseo Verón.